# Мерзебург
Ме́рзебург (нем. Merseburg, в.-луж. Mjezybor, пол. Międzybórz, чеш. Meziboř) — город в Германии, в земле Саксония-Анхальт.
Входит в состав района Зале. Подчиняется управлению Мерзебург. Население составляет 36 480 человек (на 31 декабря 2023). Занимает площадь 54,71 км². Официальный код — 15 2 61 036.

## История
Город Мерзебург расположенный на реке Зале, находился на границе германских поселений, наиболее выдвинутых на восток, окруженный славянскими поселениями, и ещё во франкские времена, с VI века, был пограничной со славянами-сорбами крепостью. В начале X века древняя часть Мерзебурга была собственностью графа Эрвина, тестя короля Генриха I (отца его первой жены Хатебурги). При Генрихе I роль Мерзебурга возросла, последний стал главной крепостью в борьбе со славянами и венграми. После победы над славянами в 928—929 и основания крепости Мейсен, центр противостояния переместился на линию реки Эльбы, Мерзебург был подчинен маркграфу Геро Железному, а после его смерти (965) как особая марка — маркграфу Гюнтеру (965—974). Император Оттон I Великий обещал после победы над венграми на реке Лех основать епископство в Мерзебурге, папа Иоанн XII дал на это санкцию (962), однако фактически епископство в Мерзебурге возникло лишь в 968, войдя в Магдебургскую митрополию.

### Новое время
В период Реформации и Крестьянской войны мерзебургцы и местные крестьяне написали 16 Мерзебургских статей, в которых выступали против постоянно новых повинностей и налогов (налоги на воду, лес, пастбища, пашни, налоги на мелкие скота, многочисленные штрафы и т. д.). 3 мая 1525 года епископу Адольфу II пришлось бежать в Лейпциг из-за волнений. 8 мая повстанцы попытались штурмовать собор. После осуждения на судебных слушаниях в июне четверо граждан и четверо крестьян были обезглавлены на рынке Мерзебурга 10 июня 1525 года.
В 1510 и 1537 годах в соборе проводились дальнейшие капитальные ремонтные работы.
1 июля 1543 года лицедей Лаврентий Рейнхард произнес первую протестантскую проповедь в городской церкви Св. Максими, и Реформация начала набирать силу. В начале августа 1545 года Мартин Лютер трижды проповедовал в Мерзебургском соборе и рукоположил Георга III в качестве коадьютора и, таким образом, духовного преемника предыдущего католического епископа. Из-за поражения протестантов в Шмалькальденской войне Мерзебург снова ненадолго стал католическим. После смерти последнего католического епископа Михаеля Хелдинга в 1561 г. Реформация наконец взяла верх. Бенедиктинский монастырь был распущен и частично снесен. В 1575 г. на базе старой соборной школы была основана Мерзебургская соборная средняя школа. Территория епископства была секуляризована и перешла во владение курфюршества Саксония в 1565 г. В том же году умер 11-летний Александр Саксонский, номинально управлявший Мерзебургской епархией в качестве администратора после смерти последнего епископа. Однако отдельное монастырское управление сохранялось до начала XVIII века. Мерзебург также был столицей Мерзебургского княжество-епископство. С 1605 по 1608 год замок претерпел обширные реконструкции и расширения.
В ходе монетного кризиса в Мерзебурге существовал c 1621 по 1622 г. монетный двор, на котором чеканились монеты с временным сроком годности.
С 1656 по 1738 год Мерзебург был резиденцией герцогов Саксен-Мерзебург, при которых пережил строительный и культурный бум. После пресечения династии в 1738 г. Мерзебург вернулся в состав курфюршества Саксония.
После раздела королевства Саксония на Венском конгрессе в 1815 г. Мерзебург стал столицей одноимённых административного округа и земельного района прусской провинции Саксония. Провинциальный совет, парламент провинции Саксония, впервые собрался в 1825 году в садовом салоне Мерзебургского дворца. В 1895 году Провинциальный комитет впервые собрался в зале пленарных заседаний недавно построенного Усадебного дома Мерзебурга.
В 1832 году пригороды Альтенбург и Ноймаркт были объединены с соборным районом и центральной частью города.
В 1841 году в библиотеке Мерзебургского собора были обнаружены Мерзебургские заклинания.
В 1846 году город был соединен с железнодорожной линией Галле — Наумбург.

## Известные персоны
- Титмар Мерзебургский (975—1018) — немецкий хронист.
- Траншель, Христоф (1721—1800) — немецкий композитор и педагог.
- Шимон Богумил Цуг (1733—1807) — архитектор.
- граф Клейст, Фридрих фон (1762—1823) — прусский фельдмаршал.
- граф Арним-Бойценбург, Адольф Генрих фон (1803—1868) — юрист, политик и первый министр-президент Пруссии; председатель (президент) округа.
- граф Мольтке, Хельмут Карл Бернхард фон (1800—1891) — генерал-фельдмаршал Пруссии и Российской империи; почётный гражданин Мерзебурга (с 26.10.1890).
- Миллер, Лукиан Адамович (1836—1898) — немецкий классический филолог и грамматик.
- Уве Нольте (род. 1969) — немецкий музыкант, поэт, художник, фотограф и дизайнер.

## Население
По последней переписи населения, которая прошла 31 декабря 2023 года, в городе насчитывается 36 480 человек. 
| 2006   | 2008   | 2010   | 2023   |
| ------ | ------ | ------ | ------ |
| 34 411 | 36 075 | 35 419 | 36 480 |

## Образовательные учреждения
В городе имеется 5 дошкольных и 14 ясельных учреждений. А также 7 начальных, 2 средних и 2 старшие школы. Университет Мерзебурга (FH), Университет Мартина Лютера, филия Профессиональной школы Мерзебурга II Инновационно-технологического центра Saalekreis Merseburg.